# Inspecteur Gadget : Affaire inclassable

Inspecteur Gadget : affaire inclassable (Inspector Gadget's Last Case) est un téléfilm d'animation américain d'aventure produit par DIC Entertainment en 2002.

## Origines
Ce téléfilm est inspiré d'une série d'animation française, Inspecteur Gadget. La plupart des personnages de la série sont repris dans le téléfilm sans modification particulière. Le personnage de Sophie a vieilli de quelques années (elle est adolescente), et seul un nouveau personnage apparaît : Gadgetomobile.

## Synopsis
Fidèle compagnon de Gadget depuis des années, faisant presque partie de la famille, l'automobile de Gadget, Gadgetomobile, commence à montrer des signes de fatigue. À la suite de plusieurs problèmes, le chef Gontier ordonne à Gadget de s'en séparer et lui attribue un tout nouveau véhicule, équipé de toutes les techniques les plus récentes.
Pendant ce temps, Devon Débonnaire, une espèce d'inspecteur privé apparu du jour au lendemain, remplace Gadget comme héros de la ville et en profite pour racheter Gadgetomobile, ce qui rend Gadget doublement triste et jaloux.

## Personnages
Les nouveaux
- Devon Débonnaire est l'incarnation de la rupture du téléfilm avec la série. Dès le départ, le téléspectateur est averti qu'il s'agit en fait de Gang, physiquement métarmorphosé grâce à une potion magique. Cela donne un ton totalement différent au long métrage par rapport à la série.
- Gadgetomobile est une espèce de voiture vivante. Ce personnage est totalement nouveau et spécifique au long métrage

Ceux qui ont changé
- Sophie, dont le lien de parenté avec Gadget n'est pas précisé dans le téléfilm, est une adolescente qui vit avec Gadget et qui est très attachée à Gadgetomobile. Son attitude par rapport au travail de Gadget est un peu moins interventionniste que dans la série.
- Le Docteur Gang perd un peu de la force qu'il avait dans la série. Ses agents ne font que de brèves apparitions et ont une force humoristique moins importante. Madchat est toujours à ses côtés lorsque Gang est à son bureau.

Les rescapés de la série
- L'Inspecteur Gadget a une attitude très semblable à celle qu'il avait dans la série. Il a cependant une tendance à moins utiliser ses gadgets et ne s'embrouille pas une seule fois dans leur utilisation.
- Finot, fidèle chien de Gadget et le Chef Gontier gardent les mêmes rôles et comportements que dans la série. Cependant, l'on voit le Chef Gontier dans son bureau, ce qui n'arrivait pas dans la série.

## Distribution
- Thierry Kazazian : Inspecteur Gadget
- Nathalie Homs : Sophie
- Benoît Allemane : Dr Gang
- Hervé Caradec : Chef Gontier
- Cyrille Artaux : R2K
- Eric Peter : Devon Debonnaire
- Olivier Jankovic : Gadgetomobile
- Danièle Hazan : Présentatrice télé
- Philippe Roullier : L'abominable Glaceberg
- Gilbert Lévy, Mathieu Rivolier, Nadège Perrier, Cyrielle Claire, Olivier Granier, Philippe Bozo : Voix additionnelles